# 旧中埜家住宅

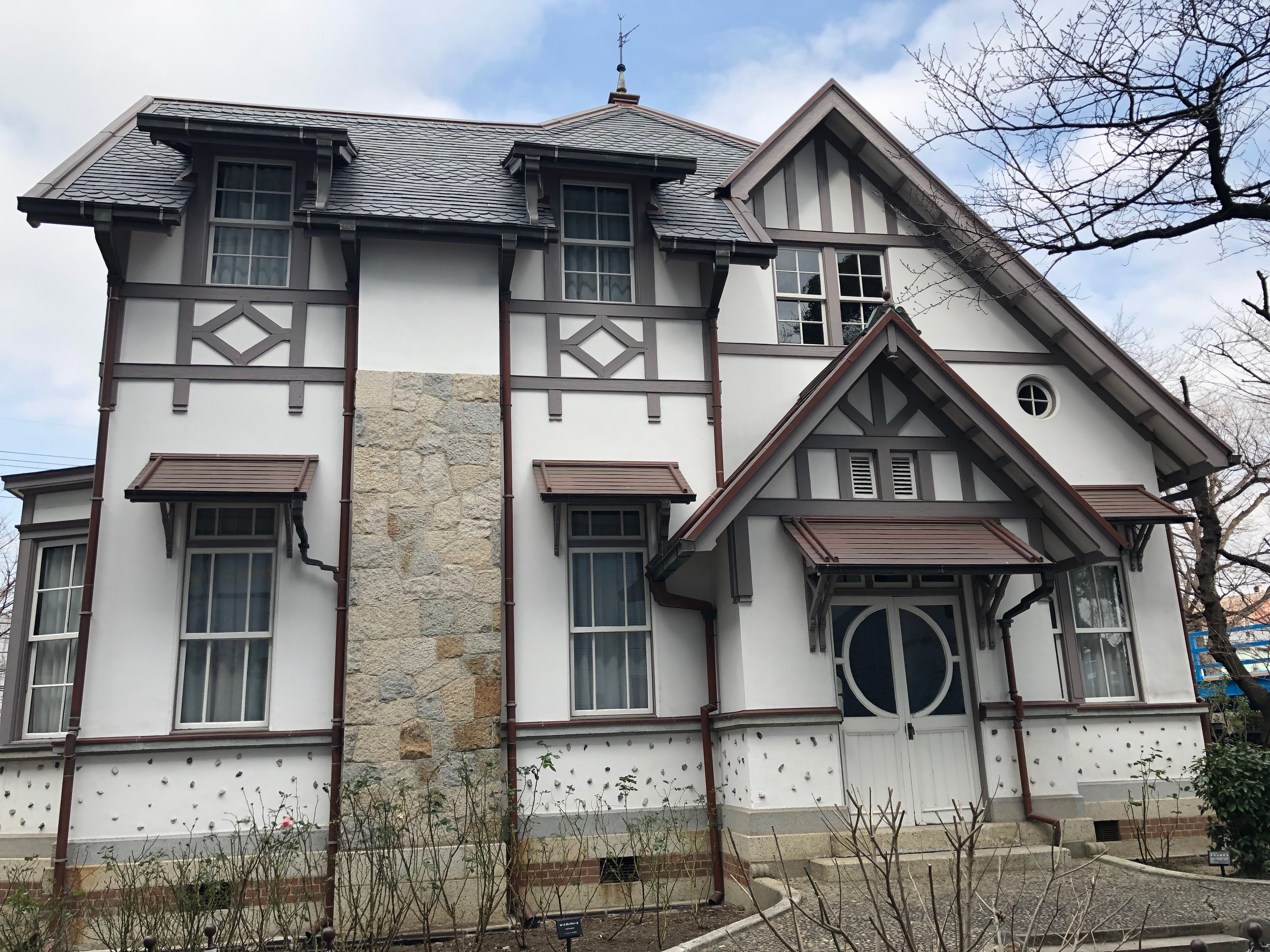
建物東側面

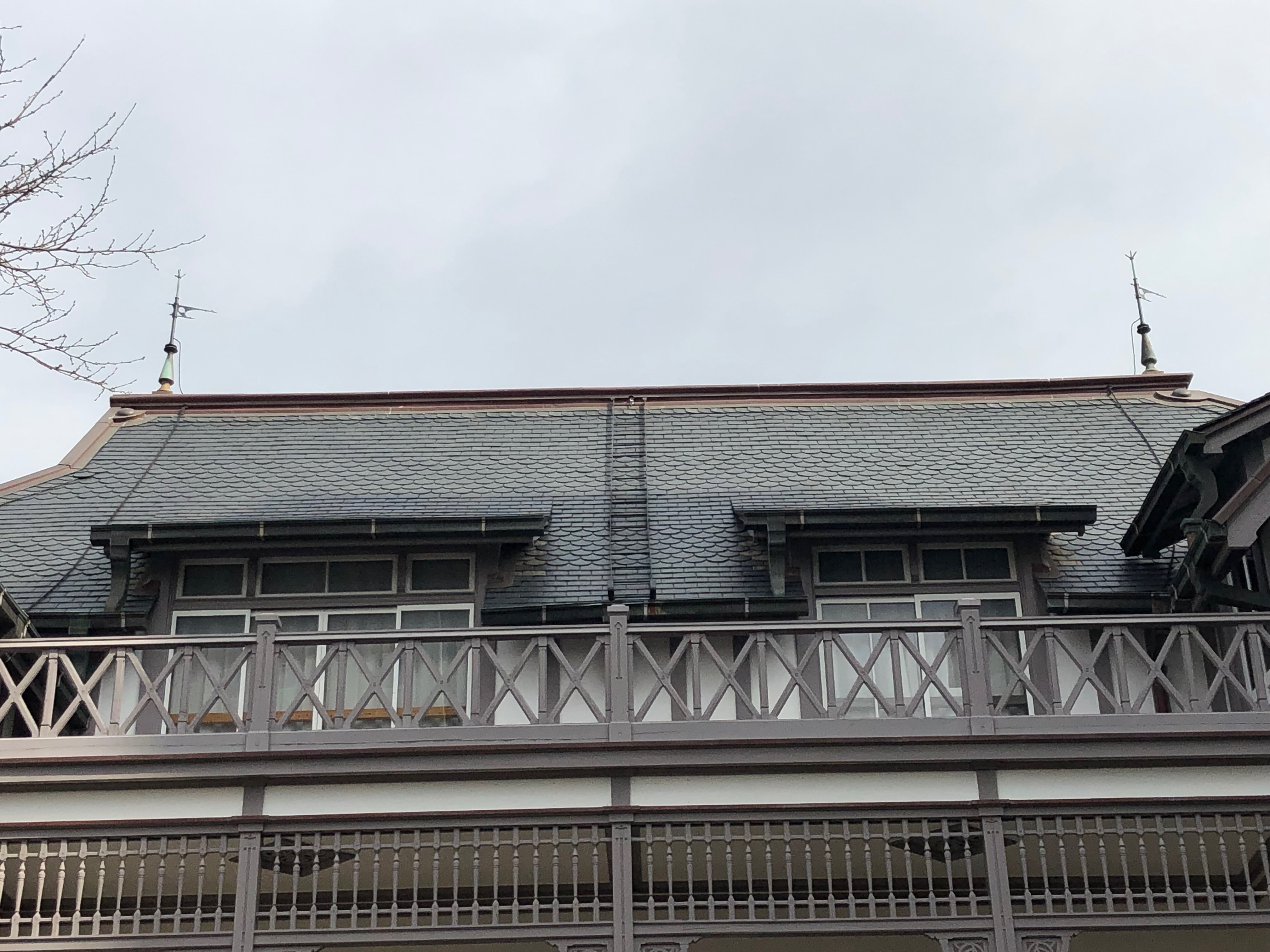
旧中埜家住宅の屋根の尖塔

旧中埜家住宅（きゅうなかのけじゅうたく）は、愛知県半田市にあり中埜半六の別邸として建築された明治時代末期の洋風建築である。1976年（昭和51年）に国の重要文化財に指定されている。

## 概要
1911年（明治44年）第10代中埜半六が夏目漱石の義弟で建築家の鈴木禎次に設計を依頼しハーフティンバー様式を用いて建築された洋風建築であり、ドイツの山荘を模したものとされる。
戦後は半六の設立した洋裁の専門学校桐華学園の本館として利用され、2001年（平成13年）9月からタウンマネージメント機関である株式会社タウンマネージメント半田の運営する紅茶専門館「T's CAFE」が営業していたが、保存修復工事のため2013年（平成25年）5月26日をもって営業を終了した。
なお、かつては財団法人桐華学園が建物を所有していたが、2012年（平成24年）4月1日に半田市へ譲渡している。

## 利用案内
- 開館時間 : 10:00 - 17:00
- 休業日 : 毎週水曜日

## 交通アクセス
- 名鉄河和線「知多半田駅」から徒歩で約3分。
- JR武豊線「半田駅」から徒歩で約8分。
- 知多半島道路 半田ICまたは半田中央ICから車で約8分。